# Выборы в Архангельскую городскую думу (2023)
Выборы депутатов Архангельской городской думы (АГД) XXVIII созыва прошли в единый день голосования 10 сентября 2023 года. Они проходили по смешанной (параллельной) системе: 15 депутатов городской думы избирались по партийным спискам и столько же по 15 одномандатным округам.
По итогам выборов в АГД прошли пять партий. От Единой России и СРПЗП избрались 23 и 4 кандидата соответственно. ЛДПР, КПРФ и Новые люди получили по одному месту в городском парламенте. 

## Предвыборная кампания и выборы

### Кандидаты и партии
В выборах принимали участие 7 партий: Единая Россия, КПРФ, ЛДПР, СРПЗП, Новые люди, Коммунисты России и Родина. Это были первые в городе выборы с участием партии "Новые люди" — позже, на президентских выборах 2024 г., кандидат от партии Владислав Даванков получил в Архангельской области 7,6 % голосов, что является одним из самых высоких результатов в стране. 

### Округа и количество избирателей
Решением Архангельской городской думы XXVII созыва 11 ноября 2022 года границы избирательных округов Архангельска были немного изменены, новые границы действуют на выборах до 2032 года. Средняя норма представительства на одного депутата снизилась по сравнению с прошлыми выборами (18 863 жителя на округ) и составила 16 964 чел. на округ. Количество зарегистрированных избирателей на 1 июля 2022 г. составило 254 463 человека.
| Одномандатные округа | Округа города                                       | Количество избирателей |
| -------------------- | --------------------------------------------------- | ---------------------- |
| 1                    | Майская Горка, Исакогорка, Цигломень, Ломоносовский | 17 923                 |
| 2                    | Майская Горка, Исакогорка                           | 16 174                 |
| 3                    | Варавино-Фактория                                   | 17 817                 |
| 4                    | Майская Горка, Варавино-Фактория                    | 18 339                 |
| 5                    | Майская Горка                                       | 17 664                 |
| 6                    | Ломоносовский                                       | 17 254                 |
| 7                    | Ломоносовский                                       | 16 299                 |
| 8                    | Октябрьский                                         | 16 843                 |
| 9                    | Ломоносовский, Октябрьский                          | 17 455                 |
| 10                   | Октябрьский                                         | 17 799                 |
| 11                   | Октябрьский                                         | 15 423                 |
| 12                   | Октябрьский, Соломбала                              | 15 887                 |
| 13                   | Северный                                            | 16 444                 |
| 14                   | Соломбала                                           | 16 802                 |
| 15                   | Маймакса                                            | 16 340                 |

### Кампания Михаила Шишова
В 15 округе, охватывающем север Архангельска (округ Маймакса), от партии КПРФ выдвигался местный житель и блогер Михаил Шишов. По неподтверждённой информации местного новостного издания, кандидат получал деньги за рекламу во ВКонтакте поморского олигарха Аркадия Борисовича Пороховника, кандидата в депутаты городской думы по 12-му округу (Соломбала и Октябрьский округ) от партии "Единая Россия". 
Кроме того, в выборах в 15-м округе от партии СРПЗП выдвигался однофамилец-"клон" Михаила, Дмитрий Сергеевич Шишов. На выборах Михаил Шишов занял второе место, уступив кандидату от Единой России.

## Результаты выборов
По итогам выборов в городской парламент прошли кандидаты от 5 партий. По одномандатным округам во всех округах, кроме 5 и 14, победили кандидаты от Единой России. В 5 и 14 округах победили кандидаты от партии СРПЗП. На голосовании по единому округу Единая Россия получила меньше половины голосов и 10 из 15 возможных мест. Это были первые выборы, на которых победил кандидат от партии Новые люди — он прошёл по общему списку от партии, которая прошла проходной барьер в 7 %.
| Партия                     | Партия                                       | Единый округ | Единый округ | Единый округ | Одномандатные округа | Мест всего |
| Партия                     | Партия                                       | Голосов      | %            | Мест         | Мест                 | Мест всего |
| -------------------------- | -------------------------------------------- | ------------ | ------------ | ------------ | -------------------- | ---------- |
|                            | Единая Россия                                | 31 157       | 49,1         | 10           | 13                   | 23         |
|                            | Справедливая Россия — Патриоты — За Правду   | 8 779        | 13,84        | 2            | 2                    | 4          |
|                            | Коммунистическая Партия Российской Федерации | 5 955        | 9,39         | 1            | 0                    | 1          |
|                            | Либерально-демократическая партия России     | 7 469        | 11,77        | 1            | 0                    | 1          |
|                            | Новые люди                                   | 4 820        | 7,6          | 1            | 0                    | 1          |
|                            |                                              |              |              |              |                      |            |
|                            | Коммунисты России                            | 1 929        | 3,04         | 0            | 0                    | 0          |
|                            | Родина                                       | 1 161        | 1,83         | 0            | 0                    | 0          |
|                            | Самовыдвижение                               |              |              | 0            | 0                    | 0          |
| Действительные бюллетени   | Действительные бюллетени                     | 61 270       | 96,56        |              |                      |            |
| Недействительные бюллетени | Недействительные бюллетени                   | 2 180        | 3,44         |              |                      |            |
| Всего                      | Всего                                        | 63 450       | 100          | 15           | 15                   | 30         |
|                            |                                              |              |              |              |                      |            |
| Явка                       | Явка                                         | 63 655       | 25,15        |              |                      |            |
| Общее число избирателей    | Общее число избирателей                      | 252 254      |              |              |                      |            |